# جوميز بالاسيو
جوميز بالاسيو (بالإسبانية: Gómez Palacio)‏ هي مدينة في المكسيك، تقع في ولاية دورانغو، هي عاصمة بلدية جوميز بالاسيو، بلغ عدد سكانها 342,286 نسمة وذلك حسب إحصائيات سنة 2015، تبلغ مساحتها 844.067 كيلومتر مربع.

## أعلام
- آندرادي سين ألماس
- خوسيه غوادالوبي روبيو
- خوسيه رودولفو رييس
- أوريل أنتونا
- فيسنتي مايجاريس